# Kikkuli
Der Mitannier Kikkuli ist der Verfasser einer hippologischen Schrift aus dem 15. Jahrhundert v. Chr. Er bezeichnet sich selbst als aššuššanni (a-aš-šu-uš-ša-an-ni) „Pferdetrainer“.
Der Kikkuli-Text (KUB I13I) wurde 1906 in der hethitischen Hauptstadt Ḫattuša gefunden. Er beschreibt ausführlich die Zucht, Haltung, Fütterung und die Ausbildung von Pferden, die vor dem Streitwagen eingesetzt werden sollen. Das Trainingsprogramm erstreckte sich über mehrere Monate. Ob die Pferde im Trab oder im Galopp gehen sollten, ist in der Forschung umstritten.

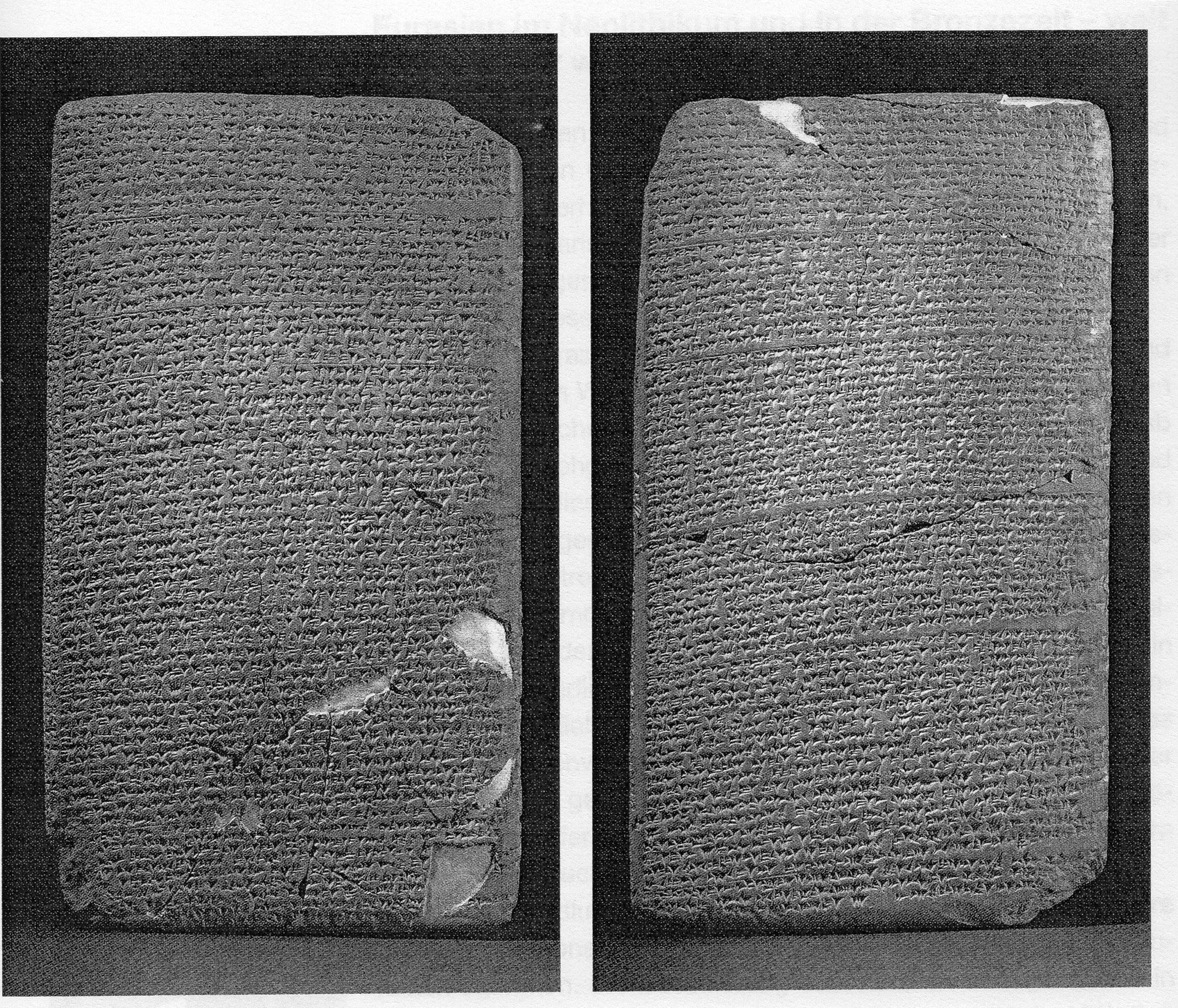
Zwei von insgesamt vier Tafeln des Kikkuli-Textes.

Die vier Tafeln des Textes (TrAn I) wurden durch verschiedene Schreiber verfasst. Er stellt eine Abschrift aus dem 13. Jahrhundert dar, benutzt aber teilweise archaisierende Ausdrücke. Das Hurritische ist nach Aussage Annelies Kammenhubers teilweise grammatikalisch falsch. Der Text enthält nach Aussage Manfred Mayrhofers (1982) einige eindeutig indoarische Ausdrücke. Dabei handelt es sich um:
- die einstelligen Zahlwörter, mit denen die Trainingsrunden bezeichnet werden. So wird aikawartanna „eine Runde“ mit vedisch éka- (gegenüber iranisch *aiwa-!) verglichen, weiter auch panzawartanna „fünf Runden“ und šattawartanna „sieben Runden“.
- die Selbstbezeichnung des Kikkuli, aššuššanni, die Mayrhofer mit *aśva- „Pferd“ vergleicht (1982, 75)
- das „hybride hethitisch-arische“ Verb u(n)ar-ar-ta-an-zi
- die Benennung der Rennbahn.